# Salvador d'Horta Bofarull
Salvador d'Horta Bofarull i Soronellas (Reus, 1856 - Barcelona, 16 de juny de 1931) va ser un músic català.

## Biografia
Estudià solfeig i violí al conservatori del Liceu, amb Joan Balaguer i Joan Baptista Dalmau, i piano i composició amb el també reusenc Joan Sariols. Va ser, a 18 anys, mestre de capella de l'església parroquial de Sant Francesc de Paula de Barcelona, on va compondre sobretot música religiosa. A la capella de música de la parròquia de Sant Pere de Barcelona era el primer tenor. Es dedicà també a l'ensenyament de solfeig, cant i piano.
Les seves obres musicals manuscrites, s'estan inventariant per part de la UAB i es conserven a la Biblioteca Pública Episcopal de Barcelona, a partir de la donació que en feu la neta, Carme Bofarull i Estarlich, el 25 de juliol de 2014. El seu fons està format per 64 ítems, dividit en dues col·leccions de manuscrits i impresos de compositors actius a Barcelona entre el segon terç del segle xix i el primer del segle xx.